# Лемболовское озеро
Ле́мболовское озеро (фин. Lempaalanjärvi — «Чёртово озеро»; от карел. lembo — «чёрт», также возможно карел. lambi — «озеро») — озеро на Карельском перешейке во Всеволожском районе Ленинградской области. Расположено близ платформы Лемболово.

…имеется большое (около 12 км длиной и З км шириной), но мелкое Лемболовское озеро, весьма живописное, с берегами, поросшими сосновым и смешанным лесом, и с полуостровом Медвежьим, название которого произошло от бывшего здесь прежде изобилия медведей. Из северного конца озера вытекает пограничная р. Лемболовка, или Виисси-иокки, а на восточном впадает р. Грузинка. Южней Лемболовского озера расположено соединенное с ним протоком глубокое, но небольшое, всего около 2 км длиной, озеро Ройка. Близ озера Лемболовского находятся селения: Лемболово, Мякки, Коросары, Розальвино, Каркомяки, Ненемяки, Юшкелово, Комолово и др. Население их составляют главным образом финны, среди которых есть, однако, и православные, поэтому в с. Тройцемяки, в 5—6 км от Васкелова, есть православная русская церковь, около же Лемболова имеется очень старинная лютеранская кирка. (1927 год)

Относится к бассейну Ладожского озера. Имеет сильно изрезанные берега, окружено живописными холмами и лесами. Длина (с юга на север) 9,7 км, ширина — до 2 км. Площадь — 12,5 км². Глубина: 1,5 м в южной части, 0,9 м в средней части, 3,4 м в северной части. Максимальная глубина — 8,3 м (в 1 км к югу от истока реки Вьюн). Площадь бассейна — 316 км². В озеро впадают реки Грузинка, Муратовка, Ройка, Киварин ручей и ещё 4 безымянных ручья; вытекает река Вьюн.

## История
В Переписной книге Водской пятины 1500 года озеро называется Лембагальское.